# Pietro Lombardi (Sänger)

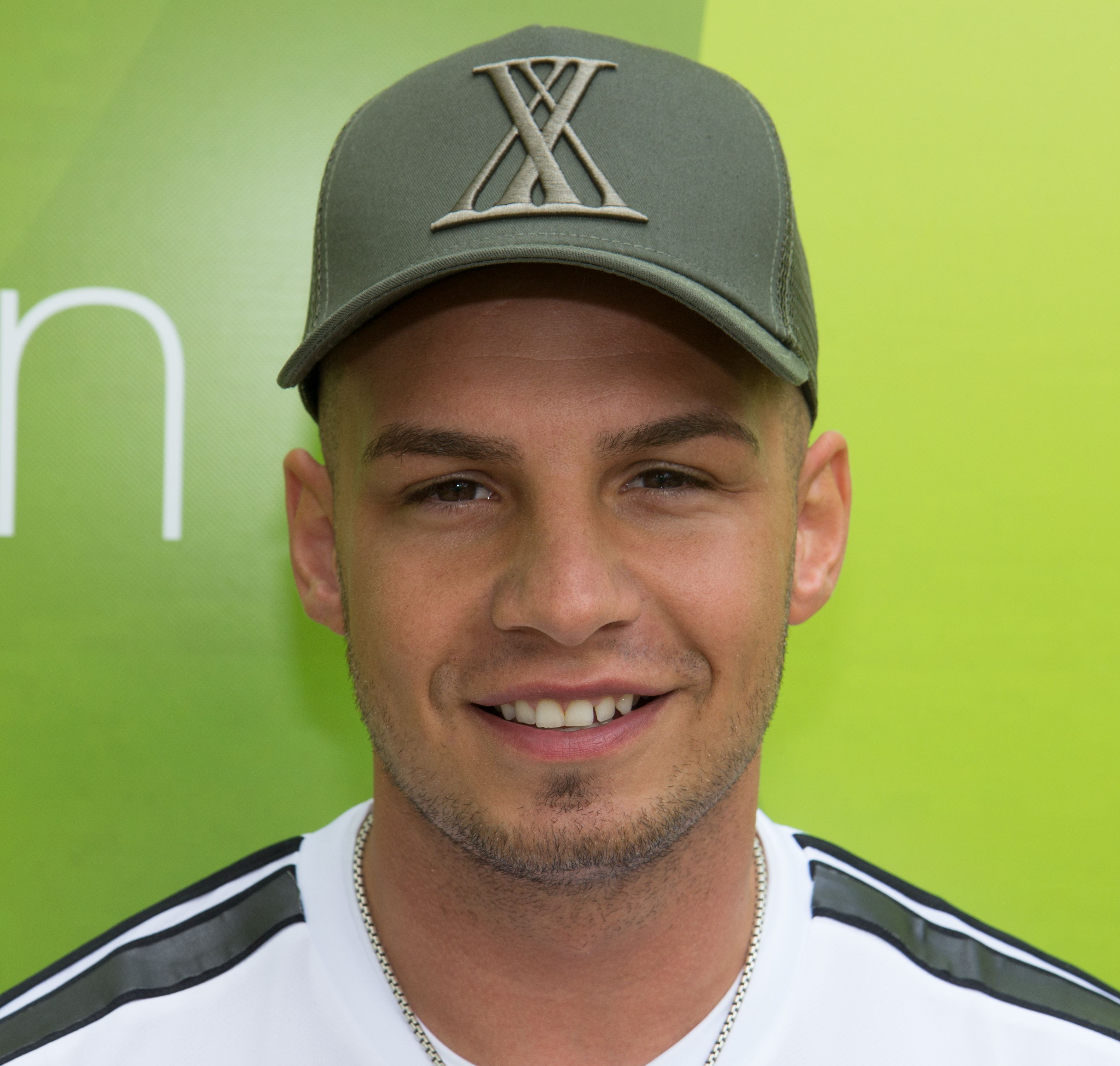
Pietro Lombardi, 2018

Pietro Lombardi (* 9. Juni 1992 in Karlsruhe) ist ein deutscher Sänger, der 2011 als Gewinner der 8. Staffel der Castingshow Deutschland sucht den Superstar (DSDS) bekannt wurde.

## Leben

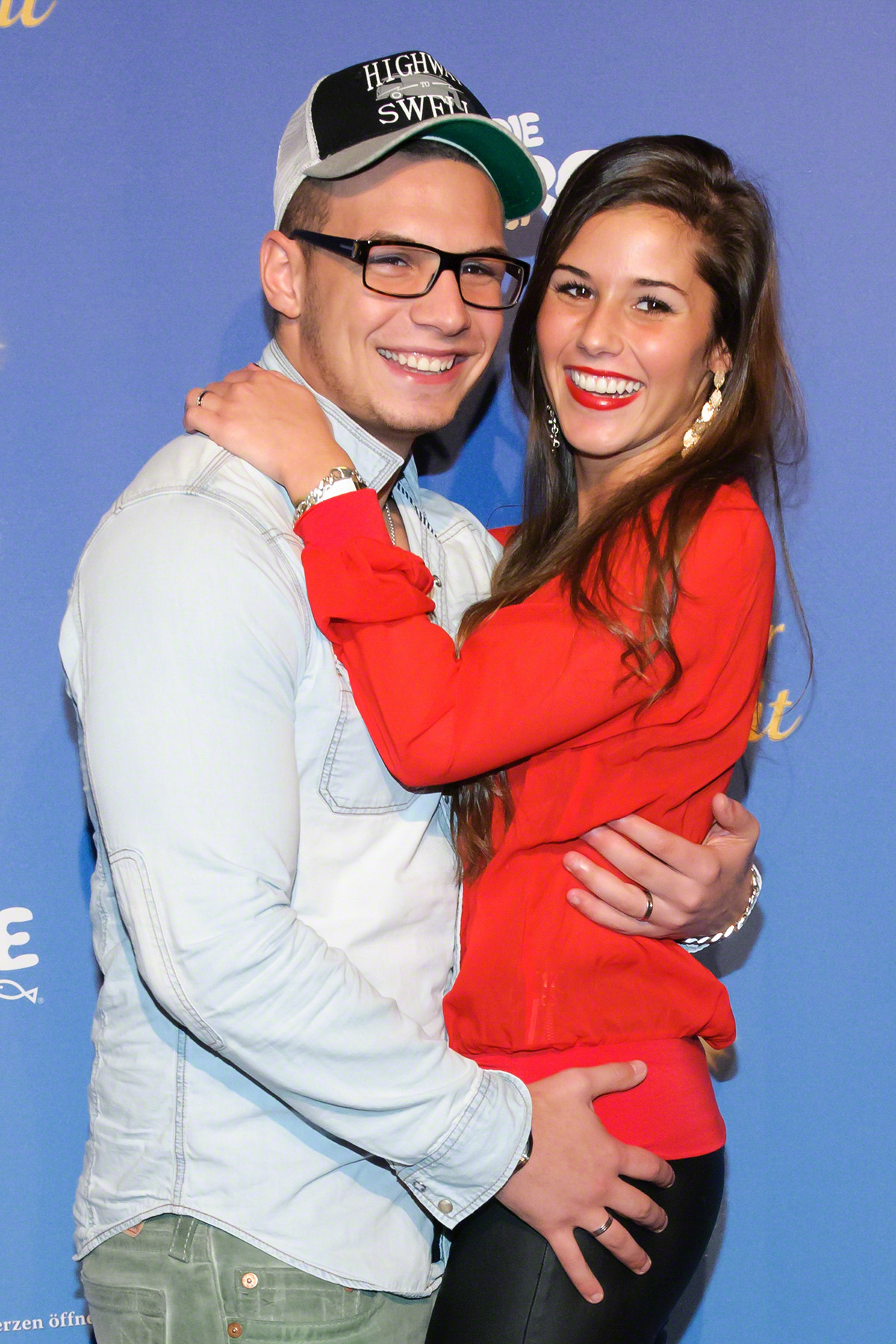
Pietro und Sarah Lombardi, 2013

Pietro Lombardi ist väterlicherseits italienischer Abstammung und wuchs mit einem älteren Bruder und einer jüngeren Schwester in seiner Geburtsstadt Karlsruhe auf. Nachdem er die Hauptschule ohne Abschluss verlassen hatte, begann er eine Lehre als Maler und Lackierer, die er abbrach. In einem Berufseinstiegsjahr holte er den Hauptschulabschluss nach. Nebenbei arbeitete er als Pizzabäcker und mit einem Minijob auf 400-Euro-Basis als Swarovski-Steinleger in der Werkstatt eines Schmuckgeschäfts.
In seiner Kindheit und Jugend spielte er Fußball beim Karlsruher SC, unter anderem in der B-Junioren-Bundesliga. Das Ziel Profifußballer musste er nach einem Schien- und Wadenbeinbruch als 16-Jähriger aufgeben. Danach entdeckte er für sich die Musik und den Gesang und erntete nach dem Hochladen seines Songs Grüne Augen auf YouTube erste positive Resonanz.
Im März 2013 heiratete er seine ehemalige DSDS-Finalgegnerin Sarah Engels, mit der er seit 2011 liiert war. Im Juni 2015 kam ein gemeinsamer Sohn zur Welt. Das Paar trennte sich im Oktober 2016; die Ehe wurde 2019 geschieden. 2018 erschien seine Autobiografie Heldenpapa im Krümelchaos: Mein neues Leben. Von 2020 bis 2025 war er mit einigen Unterbrechungen mit der Influencerin Laura Maria Rypa liiert, mit der er sich 2022 verlobt hatte. Sie haben zwei gemeinsame Söhne (* Januar 2023 und August 2024). Am 17. August 2025 gaben sie ihre erneute Trennung bekannt.

## Musikalische Karriere

### Kandidat beiDeutschland sucht den Superstar
Im Finale der achten Staffel von DSDS wurde der 18-jährige Lombardi zum Sieger gewählt, nachdem er zuvor in jeder Runde Platz eins oder Platz zwei belegt hatte. Die Entscheidungsshow wurde von RTL als „Traumpaarfinale“ inszeniert, bei dem Lombardi und seine Finalgegnerin und Freundin Sarah Engels unter anderem in Hochzeitskleidung auftraten.
Auftritte bei Deutschland sucht den Superstar
| Show (Ausstrahlungsdatum) | Song (Originalinterpret)                                   | Prozentzahl der Stimmen (Platzierung unter verbleibenden Kandidaten) |
| ------------------------- | ---------------------------------------------------------- | -------------------------------------------------------------------- |
| Top 15 (19. Februar 2011) | Billionaire (Travie McCoy feat. Bruno Mars)                | 12,7 % (2./15)                                                       |
| Top 10 (26. Februar 2011) | With You (Chris Brown)                                     | 14,2 % (2./10)                                                       |
| Top 9 (5. März 2011)      | Freaky Like Me (Madcon)                                    | 17,2 % (1./9)                                                        |
| Top 8 (12. März 2011)     | Down (Jay Sean)                                            | 16,6 % (2./8)                                                        |
| Top 7 (19. März 2011)     | Que Sera, Sera (Ray Evans, Jay Livingston)                 | 22,0 % (1./7)                                                        |
| Top 6 (2. April 2011)     | Mein Stern (Ayman)                                         | 28,4 % (1./6)                                                        |
| Top 6 (2. April 2011)     | Every Breath You Take (The Police)                         | 28,4 % (1./6)                                                        |
| Top 6 (9. April 2011)     | Don’t Worry, Be Happy (Bobby McFerrin)                     | 24,9 % (1./6)                                                        |
| Top 6 (9. April 2011)     | Mad World (Tears for Fears)                                | 24,9 % (1./6)                                                        |
| Top 5 (16. April 2011)    | I Just Called to Say I Love You (Stevie Wonder)            | 23,5 % (2./5)                                                        |
| Top 5 (16. April 2011)    | Make You Feel My Love (Bob Dylan)                          | 23,5 % (2./5)                                                        |
| Top 5 (16. April 2011)    | Sweat (A La La La La Long) (Inner Circle)                  | 23,5 % (2./5)                                                        |
| Top 4 (23. April 2011)    | Just a Gigolo (Louis Prima)                                | 30,0 % (1./4)                                                        |
| Top 4 (23. April 2011)    | You Are Not Alone (Michael Jackson)                        | 30,0 % (1./4)                                                        |
| Top 4 (23. April 2011)    | Gimme Hope Jo’anna (Eddy Grant)                            | 30,0 % (1./4)                                                        |
| Top 3 (30. April 2011)    | Can You Feel the Love Tonight (Elton John)                 | 35,4 % (2./3)                                                        |
| Top 3 (30. April 2011)    | Wenn das Liebe ist (Glashaus)                              | 35,4 % (2./3)                                                        |
| Top 3 (30. April 2011)    | Mambo No. 5 (Lou Bega)                                     | 35,4 % (2./3)                                                        |
| Finale (7. Mai 2011)      | Dance with My Father (Luther Vandross)                     | 51,9 % (1./2)                                                        |
| Finale (7. Mai 2011)      | Que Sera, Sera (Ray Evans, Jay Livingston)                 | 51,9 % (1./2)                                                        |
| Finale (7. Mai 2011)      | Call My Name (Gewinnersong, geschrieben von Dieter Bohlen) | 51,9 % (1./2)                                                        |

Legende:
|  | Platz 1 in der Telefonabstimmung |

### 2011–2012: AlbenJackpotundPietro Style

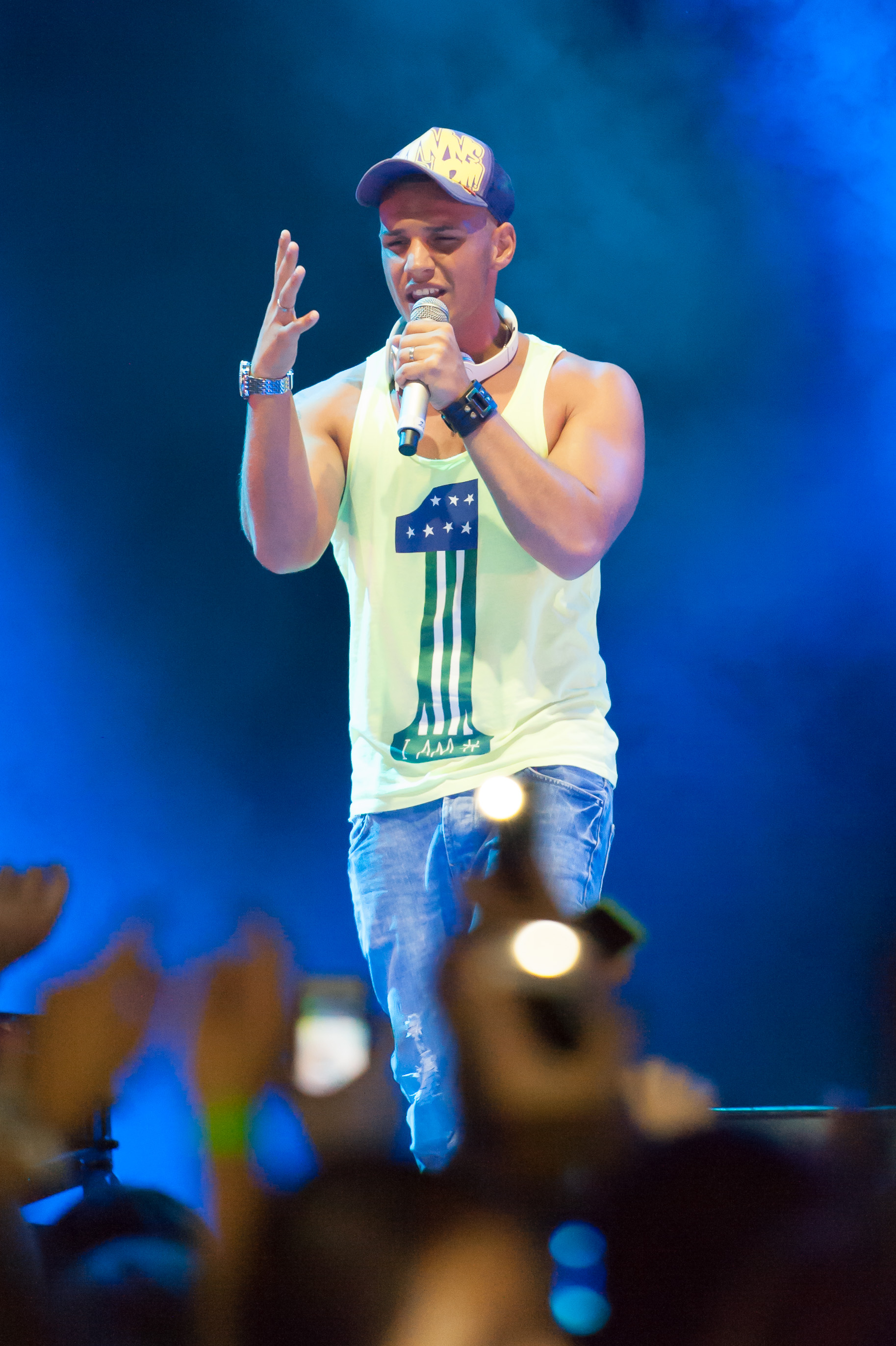
Pietro Lombardi, 2014

Der von Dieter Bohlen komponierte Siegersong Call My Name hatte sich nach einer Woche über 300.000 Mal verkauft und wurde mit Platin ausgezeichnet. Sowohl in Deutschland als auch in Österreich und der Schweiz erreichte Lombardis Version von Call My Name Platz 1 der Charts; am 27. Mai folgte Lombardis erstes Album Jackpot.
Am 17. Juni 2011 erschien mit I Miss You die erste Single von Sarah Engels, auf der er mit ihr im Duett singt. Die Single erreichte Platz 2 der deutschen Charts. Am 11. November 2011 wurde Lombardis Single Goin’ to L.A. veröffentlicht; am 2. Dezember 2011 folgte sein zweites Studioalbum Pietro Style. Produziert wurden Album und Single wieder von Dieter Bohlen. Sowohl die Single als auch das Album platzierten sich nicht in den Top 10. 2012 gewann Lombardi bei den Nickelodeon Kids’ Choice Awards eine Auszeichnung in der Kategorie Lieblingsstar Deutschland, Österreich und Schweiz.

### 2013–2016: Duett-AlbenDream TeamundTeil von mir
Sein drittes Album, ein Duettalbum mit Sarah Engels, heißt Dream Team und wurde am 22. März 2013 veröffentlicht. Es war das erste Album, das nicht von Dieter Bohlen produziert wurde. Bereits eine Woche zuvor war der Titelsong als Single ausgekoppelt worden. Das Album erhielt gemischte bis schlechte Bewertungen von Musikkritikern. Während Medientheke schrieb, dass Lombardis und Engels Stimmen harmonierten, bezeichnete laut.de das Album als „Fremdscham“. Im März 2016 brachten Lombardi und Engels ihr zweites gemeinsames Album Teil von mir heraus, das Platz 35 in den Deutschen Albumcharts erzielte.

### Seit 2017: Singleveröffentlichungen und AlbumLombardi

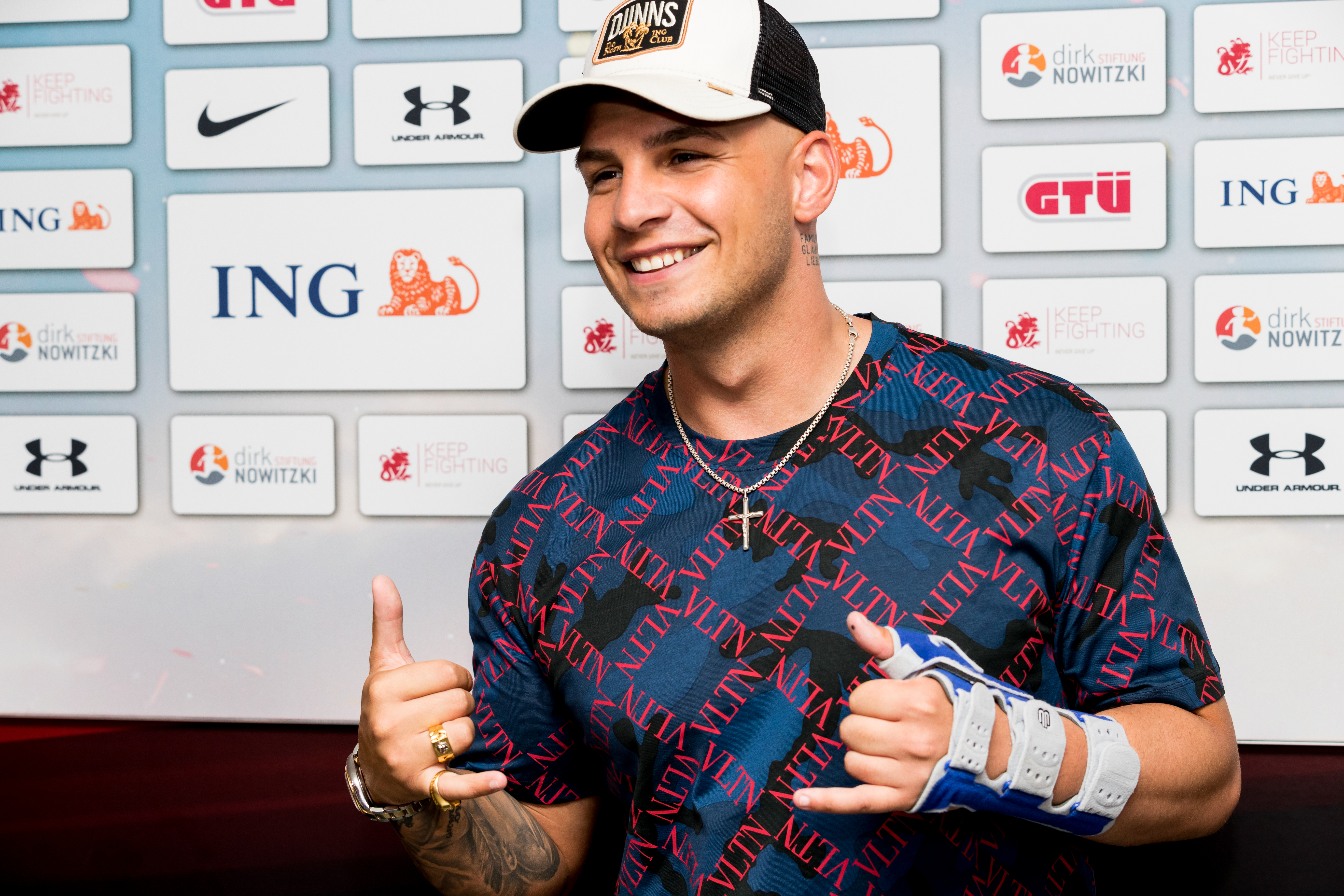
Pietro Lombardi, 2019

Im September 2017 erschien das Lied Señorita, eine Kollaboration mit dem Rapper Kay One, das für Lombardi nach Call My Name sein zweiter Nummer-eins-Hit in Deutschland und Österreich. Señorita wurde im August 2023 mit einer Diamantenen Schallplatte für über 1,5 Millionen verkaufte Einheiten in Deutschland ausgezeichnet. Damit zählt das Werk nicht nur zu den meistverkauften Rap-Singles, sondern auch zu den meistverkauften Singles des Landes.
Im Mai 2018 veröffentlichte Lombardi den Titel Phänomenal, der wiederum in Deutschland zum Nummer-eins-Hit wurde. Mit den nachfolgenden Titeln Nur ein Tanz, Bella Donna und Macarena erreichte er Top-Ten-Platzierungen in den Singlecharts. Am 20. März 2020 brachte er, erstmals beim Plattenlabel Universal Music Group, sein drittes Soloalbum Lombardi heraus, auf dem seine zuvor als Singles erfolgreichen Titel enthalten sind. In Deutschland und Österreich platzierte sich das Album auf Platz 2; in der Schweiz erreichte es Platz 3. Im Juli 2020 erschien die Single Cinderella, die in Deutschland Platz 4 und mit über 200.000 Verkäufen Gold-Status erzielen konnte. Im Mai 2022 veröffentlichte er gemeinsam mit Katja Krasavice und Dieter Bohlen eine Coverversion von Modern Talkings You’re My Heart, You’re My Soul, die in Deutschland Platz 2 der Deutschen Singlecharts erreichte.

## Auftritte in Doku-Soaps und TV-Shows seit 2013
Lombardi trat im Juli 2013 gegen seine Frau in der ProSieben-Unterhaltungsshow Clash! Boom! Bang! an, wo er Engels unterlag. Im November 2013 waren beide bei RTL in der Reality-Show Der VIP-Bus – Promis auf Pauschalreise zu sehen, in der sie auf einer Busreise durch Italien begleitet wurden. Bei der TOGGO-Tour 2014 durch Deutschland vom Mai bis Ende August waren Lombardi und Engels im musikalischen Programm vertreten. Im Juli 2014 strahlte RTL die Prominentenausgabe des Familienduells aus, in der das Team Lombardi gegen das Team um Schwergewichtsheber Matthias Steiner gewann. 2014 nahm er zusammen mit Simon Desue am TV total Turmspringen teil. 
Im März 2015 wurde auf RTL II die Doku-Soap Sarah & Pietro … bauen ein Haus ausgestrahlt. Im Juni 2015 folgte Sarah und Pietro … bekommen ihr Baby und im Frühjahr 2016 Sarah & Pietro mit dem Wohnmobil durch Italien. Nach der Trennung des Paares zeigte RTL II im November 2016 in der Doku-Soap Sarah & Pietro – Die ganze Wahrheit einen Rückblick auf die Beziehung und erläuterte die Hintergründe der Trennung. 2017 war er Kandidat bei Grill den Henssler und bei Global Gladiators. 2018 unterlag er Gil Ofarim in der ProSieben-Show Schlag den Star. Des Weiteren war Lombardi 2018 in einer Folge der Sendung Genial daneben – Das Quiz Teil des Rateteams.
Im Dezember 2020 trat er in der RTL-Show Pocher – gefährlich ehrlich! auf. Im Januar 2022 gewann er als Team-Kapitän mit seiner Mannschaft die deutsche Meisterschaft im Fangen in der TV-Spieleshow Catch!. Im September 2023 war er zum zweiten Mal bei Schlag den Star zu Gast und verlor gegen den Comedian Chris Tall.  In der 16. (2019), 17. (2020), 20. (2023) und 21. (2024) Staffel von Deutschland sucht den Superstar war Lombardi Mitglied der Jury.

## Diskografie
Studioalben

| Jahr | Titel Musiklabel           | Höchstplatzierung, Gesamtwochen, AuszeichnungChartplatzierungen (Jahr, Titel, Musiklabel, Platzierungen, Wochen, Auszeichnungen, Anmerkungen) | Höchstplatzierung, Gesamtwochen, AuszeichnungChartplatzierungen (Jahr, Titel, Musiklabel, Platzierungen, Wochen, Auszeichnungen, Anmerkungen) | Höchstplatzierung, Gesamtwochen, AuszeichnungChartplatzierungen (Jahr, Titel, Musiklabel, Platzierungen, Wochen, Auszeichnungen, Anmerkungen) | Anmerkungen                                            |
| Jahr | Titel Musiklabel           | DE | AT | CH | Anmerkungen                                            |
| ---- | -------------------------- | --- | --- | --- | ------------------------------------------------------ |
| 2011 | Jackpot Polydor (UMG)      | DE1 Platin · (16 Wo.)DE | AT1 Platin · (15 Wo.)AT | CH3 Gold · (15 Wo.)CH | Erstveröffentlichung: 27. Mai 2011 Verkäufe: + 230.000 |
| 2011 | Pietro Style Polydor (UMG) | DE17 (5 Wo.)DE | AT30 (3 Wo.)AT | CH66 (2 Wo.)CH | Erstveröffentlichung: 2. Dezember 2011                 |
| 2020 | Lombardi Polydor (UMG)     | DE2 (20 Wo.)DE | AT2 (7 Wo.)AT | CH3 (9 Wo.)CH | Erstveröffentlichung: 20. März 2020                    |
| 2025 | Kapitel Polydor (UMG)      | DE28 (1 Wo.)DE | — | — | Erstveröffentlichung: 17. Januar 2025                  |

## Autobiografie
- Pietro Lombardi: Heldenpapa im Krümelchaos: Mein neues Leben. Eden Books, Hamburg 2018, ISBN 978-3-95910-136-3.